# Adam Hlebowicz
Adam Stefan Hlebowicz (ur. 7 listopada 1962 w Gdańsku) – polski dziennikarz i historyk, od 2005 do 2016 dyrektor Radia Plus w Gdańsku, w latach 2016–2017 dyrektor Programu III Polskiego Radia. Od 2017 do 2023  wicedyrektor oraz dyrektor Biura Edukacji Narodowej Instytutu Pamięci Narodowej.

## Życiorys
Syn Ryszarda i Aliny. W 1987 ukończył studia historyczne w Katolickim Uniwersytecie Lubelskim, gdzie uzyskał tytuł zawodowy magistra.
W latach 1988–1995 pracował w Ośrodku Dokumentacji i Studiów Społecznych, gdzie pracował jako redaktor w kwartalniku „Pobratymcy” i tygodniku „Ład”. W latach 1993–2001 dziennikarz w Radio Plus w Gdańsku. Od 2001 do 2003 dyrektor Nadbałtyckiego Centrum Kultury w Gdańsku. Od 2003 redaktor naczelny, a następnie od 2005 do 2016 dyrektor Radia Plus w Gdańsku. Od 1 kwietnia 2016 był dyrektorem Programu 3 Polskiego Radia. Został odwołany z tej funkcji w maju 2017. Zastąpił go Wiktor Świetlik.
W latach 1993–1995 ekspert do spraw mniejszości narodowych przy Komitecie Konsultacyjnym Prezydentów Rzeczypospolitej Polskiej i Republiki Ukrainy, od 2000 prezes Oddziału Pomorskiego Stowarzyszenia „Wspólnota Polska”, w latach 2001–2005 członek Zarządu Krajowego tego Stowarzyszenia, w 1998–2002 i od 2010 członek Rady Fundacji Pomoc Polakom na Wschodzie w Warszawie.
W 1998 współzałożyciel i prezes Stowarzyszenia „Sybir – Pro Memento”, pomysłodawca i współtwórca monumentalnej wystawy poświęconej sowieckim deportacjom o nazwie „Sybir – Pro Memento” w 2000, którą w ciągu 3 miesięcy ekspozycji odwiedziło ok. 60 000 osób. W 2003 pomysłodawca i jeden z organizatorów Parady Niepodległości w Gdańsku, w 2005 Misterium Męki Pańskiej na ulicach Gdańska. Od 2015 organizator Krajowej Defilady Żołnierzy Wyklętych w Gdańsku. W latach 2002–2016 członek zarządu Stowarzyszenia SUM.
Autor 13 książek oraz ok. 600 artykułów zamieszczonych m.in. w „Więzi”, „Tygodniku Powszechnym”, „Przeglądzie Politycznym”, „Ethosie”, londyńskim „Pulsie”, „Zeszytach Naukowych KUL”, „Biuletynie IPN”, „Dzienniku Bałtyckim”, „Rzeczpospolitej”. Autor filmów dokumentalnych Wilno – miasto poetów i Buntownik z Litwy oraz programów publicystycznych dla TVP3 Gdańsk „Rekolekcje ze słowem”, „Pokolenia”, ”Oto człowiek”, „Ecce Homo”, „Droga do Ars”, „Wsieci Historii”.
Członek Kapituły Nagrody „Semper Fidelis” przyznawanej przez Instytut Pamięci Narodowej.
Redaktor naukowy Słownika inteligencji polskiej w ZSRS 1945–1991 pt. „Zostali na Wschodzie”, przypominającego sprawę obecności Polaków na Wschodzie i popularyzującego wiedzę o istniejącej tam inteligencji polskiej oraz jej pracy na rzecz kultury polskiej w powojennym okresie istnienia ZSRS.

## Nagrody
Odznaczony 2002 estońskim Orderem Krzyża Ziemi Maryjnej, 2008 watykańskim krzyżem Pro Ecclesia et Pontifice oraz 2010 Złotym Krzyżem Zasługi. Nagrodzony 1991 nagrodą Instytutu im. Józefa Piłsudskiego w Nowym Jorku za książkę „Kościół w niewoli”, 2000 „Sopocką Muzą” Prezydenta Miasta Sopot za wystawę „Sybir – Pro Memento, 2005 „Małym Feniksem” Stowarzyszenia Wydawców Katolickich za promowanie w mediach książki katolickiej. W 2016 został laureatem nagrody honorowej „Świadek Historii” przyznanej przez Instytut Pamięci Narodowej. W 2020 odznaczony Krzyżem Wolności i Solidarności.

## Publikacje
- Kościół w niewoli, Warszawa 1991
- Kościół odrodzony. Katolicyzm w państwie sowieckim 1944–1992, Gdańsk 1993
- Budujmy ołtarze!, Sopot 1999 (wspólnie z Tomaszem Arabskim)
- Wielkie Księstwo Pana Boga i okolice, Pelplin 2004
- Jaki, ptaki i kociaki, Pelplin 2005 (wspólnie z Michałem Targowskim)
- Dziesięciu sprawiedliwych gdańszczan, Gdańsk 2006
- Świadek, z abp Tadeuszem Gocłowskim rozmawia Adam Hlebowicz, Warszawa 2008
- Biło-żowta Ukrajina, Biały Dunajec – Ostróg 2009
- Ateiści zobaczyli świadectwo wiary, Częstochowa '91, Pelplin 2012
- Gdańska niepodległa, Gdańsk 2012
- Kaliningrad bez wizy, Gdańsk 2012
- Pułapka na ptaki, Pelplin 2015